# Cuijk
Cuijk és un municipi de la província del Brabant del Nord, al sud dels Països Baixos. L'1 de gener del 2009 tenia 24.407 habitants repartits sobre una superfície de 57,00 km² (dels quals 5,44 km² corresponen a aigua). Limita amb Grave, Heumen (Gelderland), Mook en Middelaar (província de Limburg), a l'est amb Gennep i al sud amb Mill en Sint Hubert, Sint Anthonis i Boxmeer.

## Centres de població
Beers, Haps, Katwijk, Linden, Sint Agatha, i Vianen.

## Ajuntament
- CDA 4 regidors
- PvdA 4 regidors
- PLC 3 regidors
- WNP-AB 3 regidors
- GroenLinks 2 regidors
- VVD 2 regidors
- D66 1 regidor

## Història
Durant l'antic règim, la vila era la seu del feu de la Senyoria de Cuijk.

## Persones il·lustres
- Albert II de Cuijk, príncep-bisbe del principat de Lieja